# Cuerno de unicornio

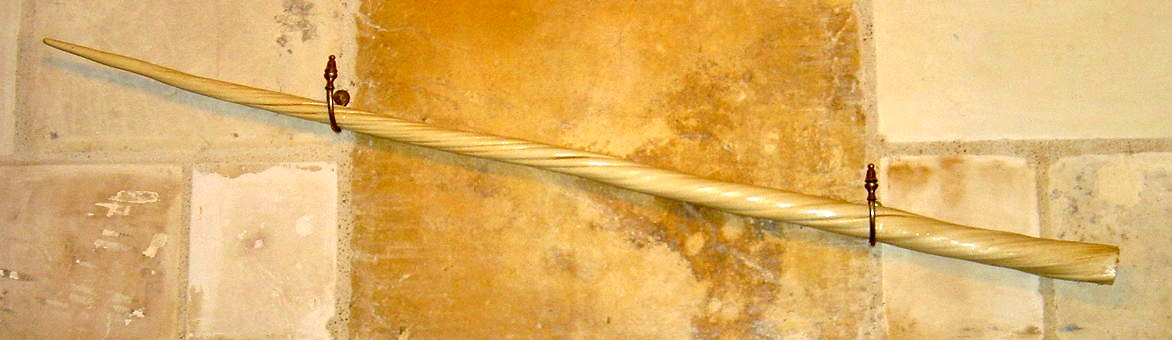
Diente de narval presentado como un cuerno de unicornio.

Un cuerno de unicornio es un objeto legendario, conocido en Europa occidental. Se suponía que era el único cuerno que adornaba la frente del unicornio, al cual se le atribuían muchos poderes de curación y virtudes de antídoto. Estas propiedades, atribuidas desde el siglo XIII, lo convirtieron en uno de los remedios más caros y famosos durante el Renacimiento, con lo cual se justificó su utilización en las cortes reales. Las creencias relacionadas con el «cuerno de unicornio» influyeron en la alquimia a través de la medicina espagírica, pues estuvo en el origen de una serie de pruebas sobre sus propiedades de purificación relatados, entre otros, en la obra de Ambroise Paré, Discurso del unicornio, que anuncia las premisas de la experimentación.
Visto como uno de los bienes más preciosos que pudiera poseer un rey, el cuerno de unicornio se intercambiaba y, quizás, se adquiría por intermedio de los boticarios como antídoto universal hasta el siglo XVIII. Otros cuernos eran exhibidos en los gabinetes de curiosidades. El cuerno era utilizado para crear cetros y otros objetos soberanos, como el «trono del unicornio» de los reyes daneses, el cetro y la corona imperial del Imperio austríaco, así como la vaina y la empuñadura de la espada de Carlos el Temerario. El unicornio legendario nunca fue capturado, pero su simbolismo estaba relacionado con su atracción por el regazo de las vírgenes hizo que su cuerno se convirtiera en el símbolo de la encarnación del Verbo de Dios, de la inocencia y del poder divino.
En realidad se trata del cuerno del narval, un 
mamífero marino que habita los mares del norte, que lo utiliza como picahielo. Los pocos cuernos que llegaron a la Europa medieval, lo hicieron en la Edad Media  a través del comercio con los vikingos. La creencia en las virtudes del cuerno de unicornio y en su procedencia perduró hasta el siglo XVIII.

### Obras de medicina y de alquimia
- de Bingen, Hildegarda (1989). Le Livre des subtilités des créatures divines (en francés) II. París: Millon. ISBN 2905614315.
- Marini, Andrea (1566). Discorso contro la falsa opinione dell'Alicorno (en italiano). Venecia.
- Marini, Andrea (1573).  G. Marescotti, ed. L'alicorno discorso dell'eccellente medico et filosofo M. Andrea Bacci: nel quale si tratta della natura dell' alicorno et delle sue virtu eccellentissime (en italiano). Venecia. p. 80.
- Paré, Ambroise (1582). Discours d'Ambroise Paré : À savoir, de la mumie, de la licorne, des venins et de la peste (en francés). París. Consultado el 6 de julio de 2011. (enlace roto disponible en Internet Archive; véase el historial, la primera versión y la última).
- Paré, Ambroise (1928). Voyages et apologie suivis du Discours de la licorne (en francés). París.
- Pomis, David (1587). Dittionario novo hebraïco: molto copioso, dechirato in tre lingue (en italiano). Venecia.
- Linocier, Geoffroy (1584). Histoire des plantes avec leurs pourtraictz, à laquelle sont adjoutées celles des simples, aromatiques, animaux à quatre pieds, oiseaux, serpens et autres bêtes venimeuses (en francés). París. Consultado el 6 de julio de 2011.
- Valentinus, Basilius (2002). Le char triomphal de l'Antimoine (en francés). L'Originel. ISBN 9782910677404. Consultado el 6 de julio de 2011. (Traducción de: Triumph Wagen Antimonii fratris Basilii Valentini (en latín). Leipzig. 1609. )
- Rodrigo a Castro, Esteban (1621). De Meteoris Microcosmi (en latín). Florencia. Consultado el 6 de julio de 2011.
- Catelan, Laurent (1624). Histoire de la nature, chasse, vertus, proprietez et usage de la lycorne (en francés).
- Pomet, Pierre (1696). Histoire générale des drogues, traitant des plantes, des minéraux et des animaux (en francés). París. Consultado el 6 de julio de 2011. (enlace roto disponible en Internet Archive; véase el historial, la primera versión y la última).